# Спрейберри, Дилан
Ди́лан Спре́йберри (англ. Dylan Sprayberry, род. 7 июля 1998) — американский актёр кино и телевидения, известный по роли 13-летнего Кларка Кента в фильме «Человек из стали» и роли Лиама Данбара телесериале «Волчонок».

## Карьера
Дилан Спрейберри родился в 1998 году в Хьюстоне, штат Техас. В 2005 году вместе с семьёй переехал жить в Лос-Анджелес. С 2007 года начал сниматься в эпизодических ролях в фильмах и сериалах. В 2013 году исполнил роль юного Кларка Кента в фантастическом фильме «Человек из стали», которая принесла ему номинацию на премию «Сатурн». С 2014 по 2017 год Дилан снимался в роли Лиама Данбара в молодёжном сериале канала MTV — «Волчонок».

## Фильмография
| Год       |     | Русское название                               | Оригинальное название | Роль                    |
| --------- | --- | ---------------------------------------------- | --------------------- | ----------------------- |
| 2007      | кор | —                                              | The Sunday Man        | хулиган                 |
| 2007      | ф   | Мой отец                                       | Ma-i pa-deo           | юный Стивен             |
| 2008      | с   | АйКарли                                        | iCarly                | Мэттью                  |
| 2008      | с   | Безумное телевидение                           | Mad TV                | Тайлер                  |
| 2008      | ф   | Футбольная мама                                | Soccer Mom            | Сэмми Хендлер           |
| 2008      | с   | Мыслить как преступник                         | Criminal Minds        | Сэм Каннингем           |
| 2008      | тф  | Долбанутые                                     | Spaced                | трусливый мальчик       |
| 2008—2009 | с   | Трейси Ульман: Взгляд на Америку               | State of the Union    | Джесси                  |
| 2009      | кор | —                                              | The Honeysting        | Энди Уайлдер            |
| 2009      | тф  | —                                              | Chasing a Dream       | Джон Ван Хорн в 8 лет   |
| 2009      | ф   | Затерянный мир                                 | Land of the Lost      | ребёнок в яме           |
| 2009      | ф   | Примирение                                     | Reconciliation        | Грант в 10 лет          |
| 2009      | ф   | Так себе каникулы                              | Old Dogs              | милый мальчик-футболист |
| 2009      | тф  | Три подарка                                    | The Three Gifts       | Майк Крейн              |
| 2010      | ф   | Спальни                                        | Bedrooms              | Макс                    |
| 2010      | кор | —                                              | Seamus and Magellan   | Сэм                     |
| 2011      | в   | Мистическая пятёрка                            | Spooky Buddies        | Родни                   |
| 2011      | ф   | Перетасовка                                    | Shuffle               | юный Лавелл             |
| 2012      | с   | Хор                                            | Glee                  | юный Купер              |
| 2012      | с   | Общее дело                                     | Common Law            | Хантер                  |
| 2013      | ф   | Человек из стали                               | Man of Steel          | Кларк Кент в 13 лет     |
| 2014      | ф   | —                                              | Cry of the Butterfly  | бездомный ребёнок       |
| 2014—2017 | с   | Волчонок                                       | Teen Wolf             | Лиам Данбар             |
| 2016      | ф   | Исчезнувшие: Оставленные — Следующее поколение | Vanished              | Флинн                   |
| 2018      | ф   | Сообщество                                     | The Row               | Картер Уэст             |
| 2018—2019 | с   | Лёгкий как пёрышко                             | Light as a Feather    | Генри Ричмонд           |
| 2020      | ф   | —                                              | Angie: Lost Girls     | Марио                   |

## Награды и номинации
| Награда | Год  | Категория                                      | Название работы  | Результат |
| ------- | ---- | ---------------------------------------------- | ---------------- | --------- |
| Сатурн  | 2014 | Лучший молодой актёр или актриса в кинофильме  | Человек из стали | Номинация |
| Сатурн  | 2016 | Лучший молодой актёр или актриса в телесериале | Волчонок         | Номинация |